# 弯头高粱
弯头高粱（学名：Sorghum cernuum）为禾本科高粱属下的一个种。

## 扩展阅读
- 維基物種上的相關：弯头高粱